# (6757) Addibischoff
(6757) Addibischoff est un astéroïde de la ceinture principale.

## Description
(6757) Addibischoff est un astéroïde de la ceinture principale. Il fut découvert le 20 septembre 1979 à l'observatoire Palomar par Schelte J. Bus. Il présente une orbite caractérisée par un demi-grand axe de 2,90 UA, une excentricité de 0,08 et une inclinaison de 3,4° par rapport à l'écliptique.

## Compléments